# WDR 1

Altes Senderlogo

WDR 1 war von 1956 bis 1995 das erste Hörfunkprogramm des Westdeutschen Rundfunks. Der Sender hatte seinen Sitz in den Kölner WDR-Studios und hatte sein hauptsächliches Sendegebiet in Nordrhein-Westfalen. Nach einer weitreichenden Umstrukturierung heißt er heute 1 Live.

## Geschichte
Der Sender war ursprünglich das Informationsprogramm des WDR und verband Unterhaltungs- und Popmusik auf der einen Seite mit dem öffentlich-rechtlichen Informations- und Bildungsauftrag auf der anderen Seite. Statt eines durchformatierten Programms bot WDR 1 viele Spartensendungen, einen hohen Wortanteil und eine gezielte regionale Ausrichtung.
WDR 1 ging offiziell am 1. Januar 1956 auf Sendung, nachdem sich aus dem NWDR die Länderanstalten WDR und NDR gebildet hatten. Bis zur Neuformierung der NDR-Radioprogramme 1981 sendeten WDR 1 und NDR 1 ein gemeinsames Programm, das sich nur zeitweise in Regionalprogramme aufspaltete. Relikte dieser gemeinsamen Sendestrecken waren die Nachrichtenmagazine Mittagsecho, Echo des Tages und Berichte von heute, die bis 2020, auf WDR 5, WDR 2 (Berichte von heute) und NDR Info (vormals NDR 4), ausgestrahlt wurden. 
Nach einer Reform, der die Einführung von WDR 4 vorausging, wurde WDR 1 ab der Programmreform vom 1. Juni 1986 immer mehr zur Jugendwelle des WDR. Ein wichtiger Bestandteil des Programms war bis 1991 auch die Fußballberichterstattung mit der Bundesligakonferenz im Rahmen der Samstagsausgabe von Sport und Musik. Sendungen für Ältere wanderten zügig ins neu geschaffene 4. Programm.
Untypisch für das erste Programm einer ARD-Rundfunkanstalt wurde auf WDR 1 zu keiner Zeit ein Verkehrsservice gesendet; das wurde erst 1995 mit Eins Live eingeführt, jedoch nur alle 30 Minuten und ohne Programmunterbrechungen für Warnhinweise.
Mit dem Sendebeginn von WDR 5 am 7. Oktober 1991 änderte sich auch das Programm von WDR 1, da sämtliche Regional- und Informationssendungen in die neue „NRW-Welle“ überführt wurden, wie WDR 5 damals noch genannt wurde. Sogar die Frequenzen wurden im Zuge dieser größten Programmreform komplett geändert und zwischen beiden Sendern ausgetauscht. WDR 5 bekam die bisherigen Frequenzen von WDR 1 und für WDR 1 wurden komplett neue, bisher nicht genutzte Frequenzen vergeben, in der Regel im Bereich „ganz am Ende der Skala“, zwischen 100 und 107 MHz. Nur einige Füllsender von WDR 1 bekamen Frequenzen im Bereich zwischen 87,6 und 100 MHz, z. B. am Sender Warburg (98,6 MHz). Durch diese Umstellung konnten in einigen Fällen höhere Reichweiten durch höhere Sendeleistung erzielt werden. So wurde WDR 1 z. B. am Sender Bonn von der Frequenz 88,0 MHz bei einer Sendeleistung von 35 kW auf die Frequenz 102,4 MHz bei 50 kW umgestellt und am Sender Eifel-Bärbelkreuz von 89,6 MHz bei 10 kW auf 105,5 MHz bei 20 kW und damit die Empfangsbedingungen von WDR 1 im äußersten Süden von Nordrhein-Westfalen erheblich verbessert. Durch eine Infokampagne war diese große Umstellung zuvor täglich im laufenden Programm kommuniziert worden. Seitdem war WDR 1 bis zur Umformatierung in Eins Live konsequent der Jugendsender des WDR. Dementsprechend wurden die Sportsendungen ins Programm von WDR 2 verschoben. Als Nachtprogramm übernahm WDR 1 weiterhin die ARD-Popnacht. Der WDR hat auf diese Weise am konsequentesten von allen ARD-Rundfunkanstalten eine „junge Welle“ installiert und diese auch flächendeckend landesweit mit hoher Reichweite in die technische Sendeinfrastruktur integriert, während andere Sender dieser Kategorie immer noch nicht landesweit flächendeckend über analoges Radio empfangen werden können.
WDR 1 setzte schon ab den späten Nachmittagsstunden, beginnend mit der Sendung Flipp-Zeit, auf ein Musikangebot möglichst jenseits des Mainstreams, was jedoch auch ein gewisses Insiderwissen voraussetzte, um diesen Sendungen mit Interesse folgen zu können. Dadurch hatte der Sender eine bestimmte Fangemeinde, allerdings wandelte sich die Radiolandschaft in den 1990er-Jahren mit Aufkommen des Privatfunks. Das bedeutete Hörerverluste auch für WDR 1. Da dessen Hörerschaft zudem kontinuierlich alterte, entschloss man sich beim WDR, mit 1 Live einen „echten Jugendsender“ – konzipiert für die unter 30-Jährigen – zu installieren. Das ging nicht ohne Kritik der Anhänger des alten WDR 1 über die Bühne. Zudem wurde die Überzahl der WDR-1-Moderatoren, wie z. B. Robert Treutel, nicht mehr auf der Welle weiterbeschäftigt, weil es für sie kein Betätigungsfeld mehr gab. Lediglich Alan Bangs behielt seine Sendung Nachtflug zunächst, wurde aber nach einem halben Jahr vom damaligen stellvertretenden Eins-Live-Programmchef und heutigem stellvertretenden WDR-Hörfunkdirektor Jochen Rausch freigestellt, weil er in seiner Sendung Musik von Jacques Brel, Frédéric Chopin und Einstürzende Neubauten miteinander kombinierte.
Die Feststellung, dass von den ursprünglichen WDR-1-Sendungen keine die Einführung von 1 Live „überlebt“ hat, gilt mit einer Einschränkung: Die Sendung Die heiße Nummer, die im Rahmen des Formats Riff jeden Freitag einstündig auf WDR 1 ausgestrahlt worden war, überlebte stark aufgewertet in Gestalt des neuen Formats Domian, welches vom Beginn von Eins Live bis zum 17. Dezember 2016 sogar fünfmal pro Woche ausgestrahlt und zumeist sogar zeitgleich im WDR-Fernsehen übertragen wurde und nach einer Sendepause heute als Domian Live mit einem etwas veränderten Konzept eine reine Fernsehsendung ist. Interessant ist der Umstand, dass der heutige Name des Senders schon von 1991 bis 1995 der Name des Vormittagsprogramms ("Eins Live") auf WDR 1 war. Auch im heutigen Programm von 1 Live finden sich allerdings nach wie vor Spezialsendungen, vor allem am späten Abend.
Zu den Kultmoderatoren des späten WDR 1 zählten u. a. Wolfgang Roth, Roger Handt, Dave Colman, Alan Bangs, Thomas Hackenberg, Jürgen Domian, Ingo Schmoll, Achim Preikschat, Stephan Kaiser oder Stephan Karkowsky.

## Programmschema
| Uhrzeit | Montags – Freitags | Samstags                                 | Sonntags                       |
| ------- | --- | ---------------------------------------- | ------------------------------ |
| 00:00   | ARD-Popnacht | ARD-Popnacht                             | ARD-Popnacht                   |
| 04:55   | Morgenandacht | ARD-Popnacht                             | ARD-Popnacht                   |
| 05:05   | Fünf nach fünf | ARD-Popnacht                             | ARD-Popnacht                   |
| 05:55   | Fünf nach fünf | Morgenandacht                            | ARD-Popnacht                   |
| 06:05   | Bis Acht | Bis Acht                                 | Bis Neun                       |
| 08:05   | Eins Live | Eins Live                                | Bis Neun                       |
| 09:05   | Eins Live | Eins Live                                | Oldie-Show (mit Roger Handt)   |
| 11:05   | Eins Live | Radiokrimi                               | Matinee der Liedersänger       |
| 12:07   | Hit Chips | Schlagerrallye (mit Wolfgang Roth)       | Hier funkts (mit Dave Coleman) |
| 15:05   | Riff – Wellenbrecher auf WDR 1 (u. a. mit Thomas Hackenberg und Jürgen Domian) | Riff im Ohrclip                          | Budengasse                     |
| 16:05   | Flipp-Zeit (mit Robert Treutel, Felix Parbs, Uli Tobinsky heute Uli T. Swidler, Kerstin Janse und Siba Shakib) | Unterhaltung                             | Budengasse                     |
| 18:05   | Pop Session (mit Andreas Hub, Hans-Holger Knocke, Thomas Koch oder Udo Vieth) | London Calling – Die britische Hitparade | Budengasse                     |
| 19:05   | Pop Session (mit Andreas Hub, Hans-Holger Knocke, Thomas Koch oder Udo Vieth) | London Calling – Die britische Hitparade | Hootchy-Koo                    |
| 20:05   | U1 – Unterhaltung für Erste - Montag: Kabarett und Comedy - Dienstag: Wissenschaft und Technik - Mittwoch: Finish - Donnerstag: Spielraum - Freitag: Rock ’n’ Roll | Aber Hallo! (u. a. mit Ingo Schmoll)     | Ohrzeit                        |
| 21:05   | U1 – Unterhaltung für Erste - Dienstag: Soul - Donnerstag: Jazzforum - Freitag: Soundfabrik | Aber Hallo! (u. a. mit Ingo Schmoll)     | Ohrzeit                        |
| 22:05   | U1 – Unterhaltung für Erste - Montag: Speakeasy (wöchentlich im Wechsel mit Karl Lippegaus und Barbara Gansauge) - Dienstag: Scream (mit Volkmar Kramarz) im vierzehntäglichen Wechsel mit Graffiti (mit Thomas Elbern) - Mittwoch: Jazz - Donnerstag: Schwingungen (u. a. mit Winfrid Trenkler) - Freitag: Rock-Archiv | The Alan Bangs Connection                | Oase                           |